# In the Ghetto
In the Ghetto (oorspronkelijk getiteld The Vicious Circle) is een nummer van de Amerikaanse artiest Elvis Presley, geschreven door Mac Davis. Het is het twaalfde en laatste nummer op zijn album From Elvis in Memphis uit 1969. Op 14 april van dat jaar werd het nummer uitgebracht als de enige single van het album.
In the Ghetto gaat over armoede: een jongen is geboren in de getto van Chicago terwijl zijn moeder al te veel kinderen heeft om te voeden. De jongen groeit op terwijl hij honger heeft. Hij steelt en vecht, koopt een geweer en steelt een auto, probeert weg te rennen, maar wordt doodgeschoten terwijl zijn eigen kind wordt geboren. De tekst impliceert dat dit kind hetzelfde lot zal ondergaan.
Het nummer is vele malen gecoverd, waaronder door Sammy Davis jr., Marilyn Manson, Natalie Merchant, Susan Cadogan, Candi Staton, Dolly Parton, Bobby Blue Bland, Bobbie Gentry, Nick Cave and the Bad Seeds, Ian Stuart Donaldson, The Cranberries, Merle Haggard, Leatherface, Three 6 Mafia, DNX vs. The Voice, Bad Lieutenant, Fair Warning, Beats International, Eleanor Shanley, Chris Clark, Hecchi & Kethmer en Chris de Burgh. In 2007 nam Presleys dochter Lisa Marie Presley het nummer op in duet met haar vader om geld in te zamelen voor de Presley Foundation. Ook Mac Davis, de schrijver van het nummer, nam het zelf op in 1979 voor een verzamelalbum. Paul de Leeuw nam in 1992 een Nederlandse vertaling van het nummer op als zijn alter ego Bob de Rooij als een dubbele A-kant met Blote jongens in het park. Daarnaast wordt het nummer gezongen in de televisieseries South Park en New Girl.
In the Ghetto bereikte de derde plaats in de Amerikaanse hitlijsten, waarmee het Presleys eerste top 10-hit was sinds Crying in the Chapel uit 1965. Het nummer bereikte de hoogste positie in onder anderen Vlaanderen, West-Duitsland, Ierland, Noorwegen, Australië en Nieuw-Zeeland. In zowel de Nederlandse Top 40 als de Hilversum 3 Top 30 bereikte het nummer de vierde positie. Ook de covers van Paul de Leeuw en Ghetto People feat. L-Viz (Alarmschijf) bereikten de Nederlandse hitlijsten op respectievelijk de 26e en de 16e plaats.

## Hitnoteringen

### Elvis Presley

#### Nederlandse Top 40
| Hitnotering: 21-06-1969 t/m 27-09-1969 | Hitnotering: 21-06-1969 t/m 27-09-1969 | Hitnotering: 21-06-1969 t/m 27-09-1969 | Hitnotering: 21-06-1969 t/m 27-09-1969 | Hitnotering: 21-06-1969 t/m 27-09-1969 | Hitnotering: 21-06-1969 t/m 27-09-1969 | Hitnotering: 21-06-1969 t/m 27-09-1969 | Hitnotering: 21-06-1969 t/m 27-09-1969 | Hitnotering: 21-06-1969 t/m 27-09-1969 | Hitnotering: 21-06-1969 t/m 27-09-1969 | Hitnotering: 21-06-1969 t/m 27-09-1969 | Hitnotering: 21-06-1969 t/m 27-09-1969 | Hitnotering: 21-06-1969 t/m 27-09-1969 | Hitnotering: 21-06-1969 t/m 27-09-1969 | Hitnotering: 21-06-1969 t/m 27-09-1969 | Hitnotering: 21-06-1969 t/m 27-09-1969 | Hitnotering: 21-06-1969 t/m 27-09-1969 |
| Week                                   | 1                                      | 2                                      | 3                                      | 4                                      | 5                                      | 6                                      | 7                                      | 8                                      | 9                                      | 10                                     | 11                                     | 12                                     | 13                                     | 14                                     | 15                                     |                                        |
| -------------------------------------- | -------------------------------------- | -------------------------------------- | -------------------------------------- | -------------------------------------- | -------------------------------------- | -------------------------------------- | -------------------------------------- | -------------------------------------- | -------------------------------------- | -------------------------------------- | -------------------------------------- | -------------------------------------- | -------------------------------------- | -------------------------------------- | -------------------------------------- | -------------------------------------- |
| Nummer                                 | 39                                     | 21                                     | 12                                     | 6                                      | 4                                      | 4                                      | 6                                      | 6                                      | 5                                      | 7                                      | 9                                      | 11                                     | 11                                     | 16                                     | 26                                     | uit                                    |

#### Hilversum 3 Top 30
| Hitnotering: 28-06-1969 t/m 27-09-1969 | Hitnotering: 28-06-1969 t/m 27-09-1969 | Hitnotering: 28-06-1969 t/m 27-09-1969 | Hitnotering: 28-06-1969 t/m 27-09-1969 | Hitnotering: 28-06-1969 t/m 27-09-1969 | Hitnotering: 28-06-1969 t/m 27-09-1969 | Hitnotering: 28-06-1969 t/m 27-09-1969 | Hitnotering: 28-06-1969 t/m 27-09-1969 | Hitnotering: 28-06-1969 t/m 27-09-1969 | Hitnotering: 28-06-1969 t/m 27-09-1969 | Hitnotering: 28-06-1969 t/m 27-09-1969 | Hitnotering: 28-06-1969 t/m 27-09-1969 | Hitnotering: 28-06-1969 t/m 27-09-1969 | Hitnotering: 28-06-1969 t/m 27-09-1969 | Hitnotering: 28-06-1969 t/m 27-09-1969 | Hitnotering: 28-06-1969 t/m 27-09-1969 |
| Week                                   | 1                                      | 2                                      | 3                                      | 4                                      | 5                                      | 6                                      | 7                                      | 8                                      | 9                                      | 10                                     | 11                                     | 12                                     | 13                                     | 14                                     |                                        |
| -------------------------------------- | -------------------------------------- | -------------------------------------- | -------------------------------------- | -------------------------------------- | -------------------------------------- | -------------------------------------- | -------------------------------------- | -------------------------------------- | -------------------------------------- | -------------------------------------- | -------------------------------------- | -------------------------------------- | -------------------------------------- | -------------------------------------- | -------------------------------------- |
| Positie                                | 14                                     | 9                                      | 4                                      | 4                                      | 6                                      | 7                                      | 7                                      | 8                                      | 8                                      | 11                                     | 10                                     | 11                                     | 11                                     | 23                                     | uit                                    |

#### NPO Radio 2 Top 2000
| Nummer met noteringen in de NPO Radio 2 Top 2000 | '99 | '00 | '01 | '02 | '03 | '04 | '05 | '06 | '07 | '08 | '09 | '10 | '11 | '12 | '13 | '14 | '15 | '16 | '17 | '18 | '19 | '20 | '21 | '22 | '23 | '24 |
| ------------------------------------------------ | --- | --- | --- | --- | --- | --- | --- | --- | --- | --- | --- | --- | --- | --- | --- | --- | --- | --- | --- | --- | --- | --- | --- | --- | --- | --- |
| In the Ghetto                                    | 111 | 163 | 247 | 168 | 112 | 158 | 114 | 157 | 186 | 140 | 203 | 216 | 245 | 292 | 266 | 321 | 261 | 248 | 203 | 241 | 210 | 216 | 198 | 193 | 175 | 208 |

1. ↑  Een vetgedrukt getal geeft de hoogste notering aan.

#### Notering in NPO Radio 5 Evergreen Top 1000
| Evergreen Top 1000 "In the Ghetto" | Evergreen Top 1000 "In the Ghetto" | Evergreen Top 1000 "In the Ghetto" | Evergreen Top 1000 "In the Ghetto" | Evergreen Top 1000 "In the Ghetto" | Evergreen Top 1000 "In the Ghetto" | Evergreen Top 1000 "In the Ghetto" | Evergreen Top 1000 "In the Ghetto" | Evergreen Top 1000 "In the Ghetto" | Evergreen Top 1000 "In the Ghetto" | Evergreen Top 1000 "In the Ghetto" | Evergreen Top 1000 "In the Ghetto" | Evergreen Top 1000 "In the Ghetto" | Evergreen Top 1000 "In the Ghetto" | Evergreen Top 1000 "In the Ghetto" | Evergreen Top 1000 "In the Ghetto" | Evergreen Top 1000 "In the Ghetto" |
| Jaar                               | 2008                               | 2009                               | 2010                               | 2011                               | 2012                               | 2013                               | 2014                               | 2015                               | 2016                               | 2017                               | 2018                               | 2019                               | 2020                               | 2021                               | 2022                               | 2023                               |
| ---------------------------------- | ---------------------------------- | ---------------------------------- | ---------------------------------- | ---------------------------------- | ---------------------------------- | ---------------------------------- | ---------------------------------- | ---------------------------------- | ---------------------------------- | ---------------------------------- | ---------------------------------- | ---------------------------------- | ---------------------------------- | ---------------------------------- | ---------------------------------- | ---------------------------------- |
| Positie                            | 33                                 | 74                                 | 57                                 | 57                                 | 60                                 | 51                                 | 44                                 | 44                                 | 78                                 | 48                                 | 40                                 | 71                                 | 56                                 | 68                                 | 56                                 | 45                                 |

### Paul de Leeuw (Bob de Rooij)

#### Nederlandse Top 40
| Hitnotering: 17-04-1993 t/m 15-05-1993 | Hitnotering: 17-04-1993 t/m 15-05-1993 | Hitnotering: 17-04-1993 t/m 15-05-1993 | Hitnotering: 17-04-1993 t/m 15-05-1993 | Hitnotering: 17-04-1993 t/m 15-05-1993 | Hitnotering: 17-04-1993 t/m 15-05-1993 | Hitnotering: 17-04-1993 t/m 15-05-1993 |
| Week                                   | 1                                      | 2                                      | 3                                      | 4                                      | 5                                      |                                        |
| -------------------------------------- | -------------------------------------- | -------------------------------------- | -------------------------------------- | -------------------------------------- | -------------------------------------- | -------------------------------------- |
| Nummer                                 | 37                                     | 30                                     | 26                                     | 29                                     | 39                                     | uit                                    |

#### Mega Top 50
| Hitnotering: 17-04-1993 t/m 15-05-1993 | Hitnotering: 17-04-1993 t/m 15-05-1993 | Hitnotering: 17-04-1993 t/m 15-05-1993 | Hitnotering: 17-04-1993 t/m 15-05-1993 | Hitnotering: 17-04-1993 t/m 15-05-1993 | Hitnotering: 17-04-1993 t/m 15-05-1993 | Hitnotering: 17-04-1993 t/m 15-05-1993 |
| Week                                   | 1                                      | 2                                      | 3                                      | 4                                      | 5                                      |                                        |
| -------------------------------------- | -------------------------------------- | -------------------------------------- | -------------------------------------- | -------------------------------------- | -------------------------------------- | -------------------------------------- |
| Positie                                | 44                                     | 29                                     | 23                                     | 22                                     | 33                                     | uit                                    |

### Ghetto People feat. L-Viz

#### Nederlandse Top 40
| Hitnotering: 21-12-1996 t/m 01-02-1997 | Hitnotering: 21-12-1996 t/m 01-02-1997 | Hitnotering: 21-12-1996 t/m 01-02-1997 | Hitnotering: 21-12-1996 t/m 01-02-1997 | Hitnotering: 21-12-1996 t/m 01-02-1997 | Hitnotering: 21-12-1996 t/m 01-02-1997 | Hitnotering: 21-12-1996 t/m 01-02-1997 | Hitnotering: 21-12-1996 t/m 01-02-1997 |
| Week                                   | 1                                      | 2                                      | 3                                      | 4                                      | 5                                      | 6                                      |                                        |
| -------------------------------------- | -------------------------------------- | -------------------------------------- | -------------------------------------- | -------------------------------------- | -------------------------------------- | -------------------------------------- | -------------------------------------- |
| Nummer                                 | 36                                     | 20                                     | 16                                     | 27                                     | 27                                     | 36                                     | uit                                    |

#### Mega Top 100
| Hitnotering: 28-12-1996 t/m 08-02-1997 | Hitnotering: 28-12-1996 t/m 08-02-1997 | Hitnotering: 28-12-1996 t/m 08-02-1997 | Hitnotering: 28-12-1996 t/m 08-02-1997 | Hitnotering: 28-12-1996 t/m 08-02-1997 | Hitnotering: 28-12-1996 t/m 08-02-1997 | Hitnotering: 28-12-1996 t/m 08-02-1997 | Hitnotering: 28-12-1996 t/m 08-02-1997 | Hitnotering: 28-12-1996 t/m 08-02-1997 |
| Week                                   | 1                                      | 2                                      | 3                                      | 4                                      | 5                                      | 6                                      | 7                                      |                                        |
| -------------------------------------- | -------------------------------------- | -------------------------------------- | -------------------------------------- | -------------------------------------- | -------------------------------------- | -------------------------------------- | -------------------------------------- | -------------------------------------- |
| Positie                                | 34                                     | 31                                     | 29                                     | 32                                     | 32                                     | 40                                     | 52                                     | uit                                    |